# Czworaki (Horostyta-Kolonia)
Czworaki – część wsi Horostyta-Kolonia położona w Polsce, w województwie lubelskim, w powiecie włodawskim, w gminie Wyryki.
W latach 1975–1998 Czworaki administracyjnie należały do województwa chełmskiego.